# Heterochroma panama
Heterochroma panama är en fjärilsart som beskrevs av Embrik Strand 1921. Heterochroma panama ingår i släktet Heterochroma och familjen nattflyn. Inga underarter finns listade i Catalogue of Life.